# Grupo Desportivo de Basquete de Leça
O Grupo Desportivo de Basquete de Leça (GDBL) é um clube desportivo de Leça da Palmeira, vocacionado para a prática do basquetebol.
Conhecido como: Desportivo de Leça, Basquete de Leça, ou simplesmente GDBL, o Grupo Desportivo de Basquete de Leça foi fundado a 1 de Junho de 1972.
A primeira reunião da Comissão Organizadora aconteceu no número 784 da Rua Direita em Leça da Palmeira, no local da primeira sede (provisória) do clube. Do resultado dessa reunião foram eleitos: António Lima (Presidente), António Castanheira, António Rocha e Costa, Rui Almeida  Augusto Almeida.
Em 1975 a sede social passou para a zona histórica de Leça da Palmeira, precisamente no número 307 da Rua Hintze Ribeiro, e lá tomaram posse os primeiros órgãos socais, que incluíam como Presidente o senhor Cláudio Gomes.
O Clube teve como primeira equipa de basquete uma no escalão sénior, que efetuou o primeiro treino a 15 de Agosto de 1972, no campo de jogos da empresa Facar.
A 20 de Novembro de 1972, foi deliberado pela comissão organizadora a inscrição na Associação de Basquetebol do Porto, de duas equipas de minibasquete, nas classes A e B, dando assim relevo à principal vocação do Clube, e que até hoje se mantêm, isto é, a iniciação e formação de atletas.

## História

### 1975
Nos primeiros meses do ano passou a desenvolver o Voleibol, no escalão sénior.
No mês de Junho criou a secção de xadrez.
Realizou, através de secção cultural, diversas atividades, tais como, teatro, pelos grupos: Seiva Trupe; Teatro Experimental do Porto, canções e desenho.
Foi neste ano que o Grupo Desportivo de Basquete de Leça realizou uma iniciativa que nos dias de hoje é recordada com agrado e saudade: as manhãs infantis, aos domingos, no Parque Florbela Espanca. Momentos que proporcionaram a inúmeras crianças até aos 13 anos atividades com o basquetebol, voleibol, atletismo, gincanas e corridas de bicicletas  e construções na areia.

### 1975-1977
A equipa de Voleibol sénior subiu da 3ª. à 1ª. Divisão e conquistou vários títulos, entre os quais o de Campeão Nacional da 3º. divisão. Infelizmente, devido à maior dificuldade que têm todos as pequenas coletividades - espaço para a prática das modalidade - a secção não resistiu mais do poucos anos.
A secção de ténis de mesa, surgiu no ano de 1977 e, juntamente com o xadrez contribuiu em muito para a animação da sede social. Estas duas secções mantiveram-se ativas e com muita representatividade, até ao momento em que a sede social deixou de oferecer condições para a sua prática.

### 1996-1997
Campeão Distrital de Iniciados
Campeão Distrital de Cadetes

### 2002-2003
Dirigente do Ano
Campeão Distrital de Iniciados

### 2005-2006
Campeão Distrital de Iniciados

### 2006-2007
Dirigente do Ano

### 2007-2008
Prémio Cremildo Pereira
Pela dedicação à formação desportiva, encontrando-se ano após ano ente os clubes que maior número de crianças e jovens movimenta, particularmente no escalão de minibasquetebol, o clube tem obtido a simpatia junto da comunidade, das Autarquias: Junta de Freguesia de Leça da Palmeira, Câmara Municipal de Matosinhos, Associação de Basquetebol do Porto, da Federação Portuguesa de Basquetebol
Desde a sua fundação, o clube vem marcando presença em inúmeras Fases Finais, designadamente nacionais, convocatórias de atletas para as seleções distritais e nacionais, 
O culminar de muitos anos votados ao empenho do desporto e da formação desportiva, levou ao reconhecimento do estatuto de Utilidade Pública e o de Mérito Desportivo à coletividade.

### 2001
Criadas melhores condições, a construção da sede social própria na Rua Moinho de Vento, 88 em Leça da Palmeira tornou-se realidade. A inauguração ocorreu em Outubro.